# Mortágua, Vale de Remígio, Cortegaça e Almaça
Mortágua, Vale de Remígio, Cortegaça e Almaça (llamada oficialmente União das Freguesias de Mortágua, Vale de Remígio, Cortegaça e Almaça) es una freguesia portuguesa del municipio de Mortágua, distrito de Viseu.

## Historia
Fue creada el 28 de enero de 2013 en aplicación de una resolución de la Asamblea de la República de Portugal promulgada el 16 de enero de 2013 con la unión de las freguesias de Almaça, Cortegaça, Mortágua y Vale de Remígio, pasando su sede a estar situada en la antigua freguesia de Mortágua.

## Demografía
| Gráfica de evolución demográfica de Mortágua, Vale de Remígio, Cortegaça e Almaça entre 2011 y 2021 |
| |
| Datos según el nomenclátor publicado por el INE portugués.                                          |